# Ford (Tyne and Wear)
Ford är en stadsdel i Sunderland, i distriktet Sunderland, i grevskapet Tyne and Wear i England. Ford var en civil parish från 1866 till 1967 då den blev en del av Sunderland och Houghton-le-Spring. Denna civil parish hade 3 071 invånare år 1961.